# Centro de Sejong
El Centro de Sejong (o Centro Sejong para las Artes Escénicas) es el mayor complejo artístico y cultural de Sejongno, Seúl, Corea del Sur. Tiene una superficie interior de 53 202 m². Está situado en el centro de la capital, en Sejongno, una calle principal que atraviesa la ciudad, capital de la dinastía Joseon. Las obras de edificación duraron cuatro años y el centro abrió sus puertas en 1978. Fue "construido como un centro cultural para los habitantes de Seúl." En la actualidad alberga el mayor órgano de tubos de Asia.

## Instalaciones

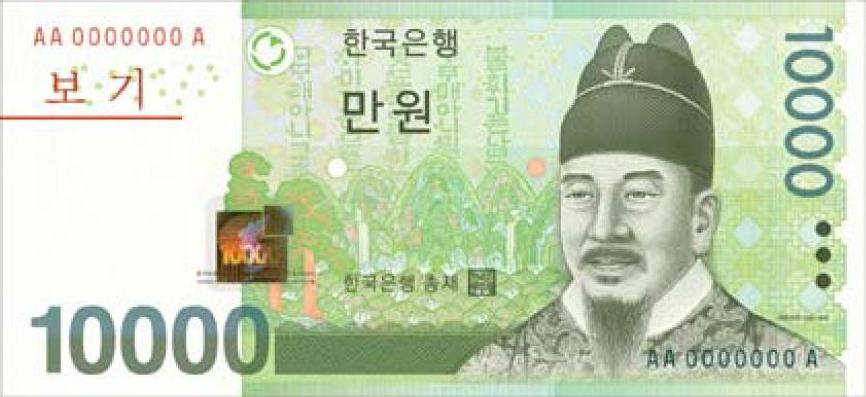
Sejong el Grande

El Centro de Sejong se compone de diferentes salas, centros y teatros.

### Auditorio Principal
El Gran Teatro, como se le llama en coreano, es un teatro tecnológicamente avanzado. Tiene una capacidad de 3.000 personas.

### Salón Menor
Llamado el "Pequeño" Teatro en coreano, está construido en un estilo interesante. Tiene dos plantas y capacidad para 442 personas, el escenario permite que haya a la vez cien personas trabajando.

### Artes Galerías Foro
- Galería Principal: El Fórum de las Artes es una gran sala, de 1.056 m², que se divide en cuatro salas separadas, para las visiones de diferentes tamaños y números.

- Nueva Galería: es un espacio de 594 m², donde se sitúa una obra de arte que se destaca en el aspecto social, popular y cultural del arte coreano.

- Gwang Hwa o Galería Luna: originalmente parte de la línea 5 del Sistema de Metro, alberga obras de arte que se consideren excepcionales por los jóvenes y nuevos artistas. Considerada como un ejemplo de galerías de arte situadas en el metro suburbano.

### Gwang Hwa Rang
Abrió sus puertas el 17 de febrero de 2005 y da libre acceso a los peatones y a los habitantes de Seúl con curiosidad por el arte. En la galería hay una ventana que permite a los transeúntes que pasan a nivel del suelo mirar lo que ocurre dentro.

### Sejong Convention Center y el Salón
Se utilizan normalmente para grandes eventos y conferencias. Con un tamaño de 627 m², puede albergar a unas 400 personas. Está disponible para eventos. Incluye 250 sistemas de traslación y permite interpretar cinco idiomas diferentes al mismo tiempo. El centro de convenciones cuenta con un centro de convenciones de menor tamaño que se utiliza para fines similares y es capaz de acomodar a 120 personas.

### Sam Chung Gak
Con 19417m², el Sam Chung Gak es una colaboración de seis Cajas tradicionales coreanas. Desde 2001, ha sido utilizado por el Centro como un lugar para la experiencia tradicional de patrimonio.

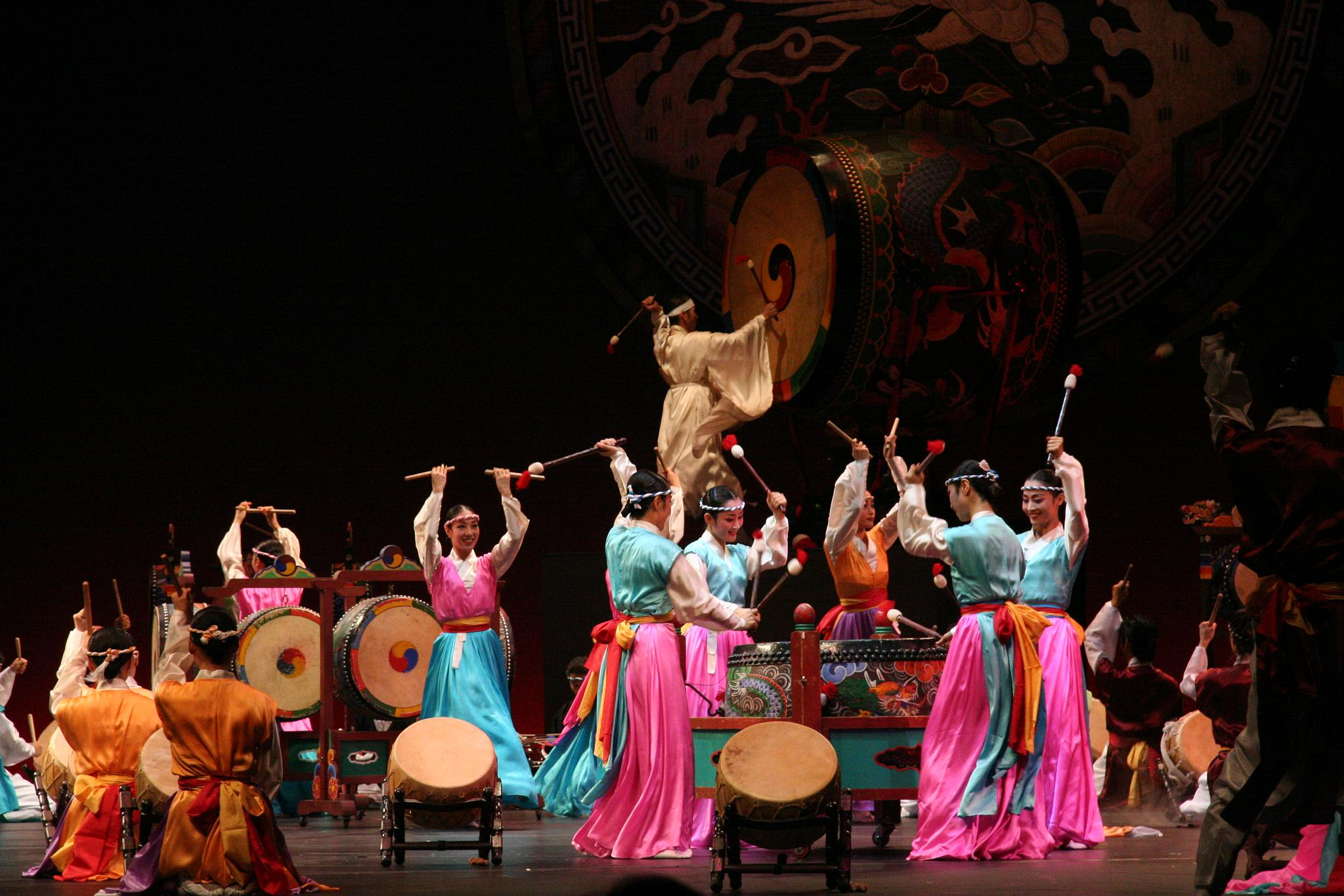
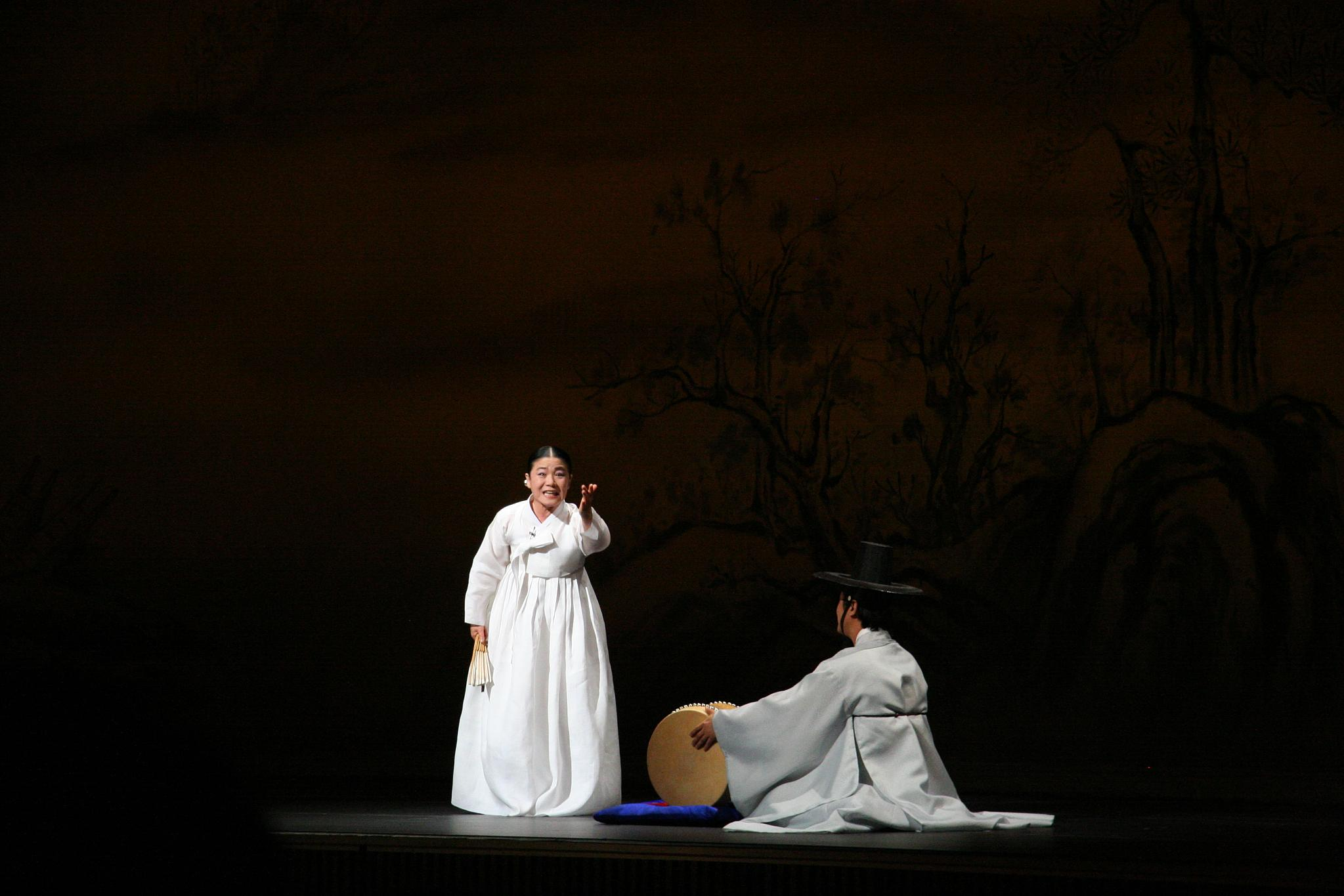
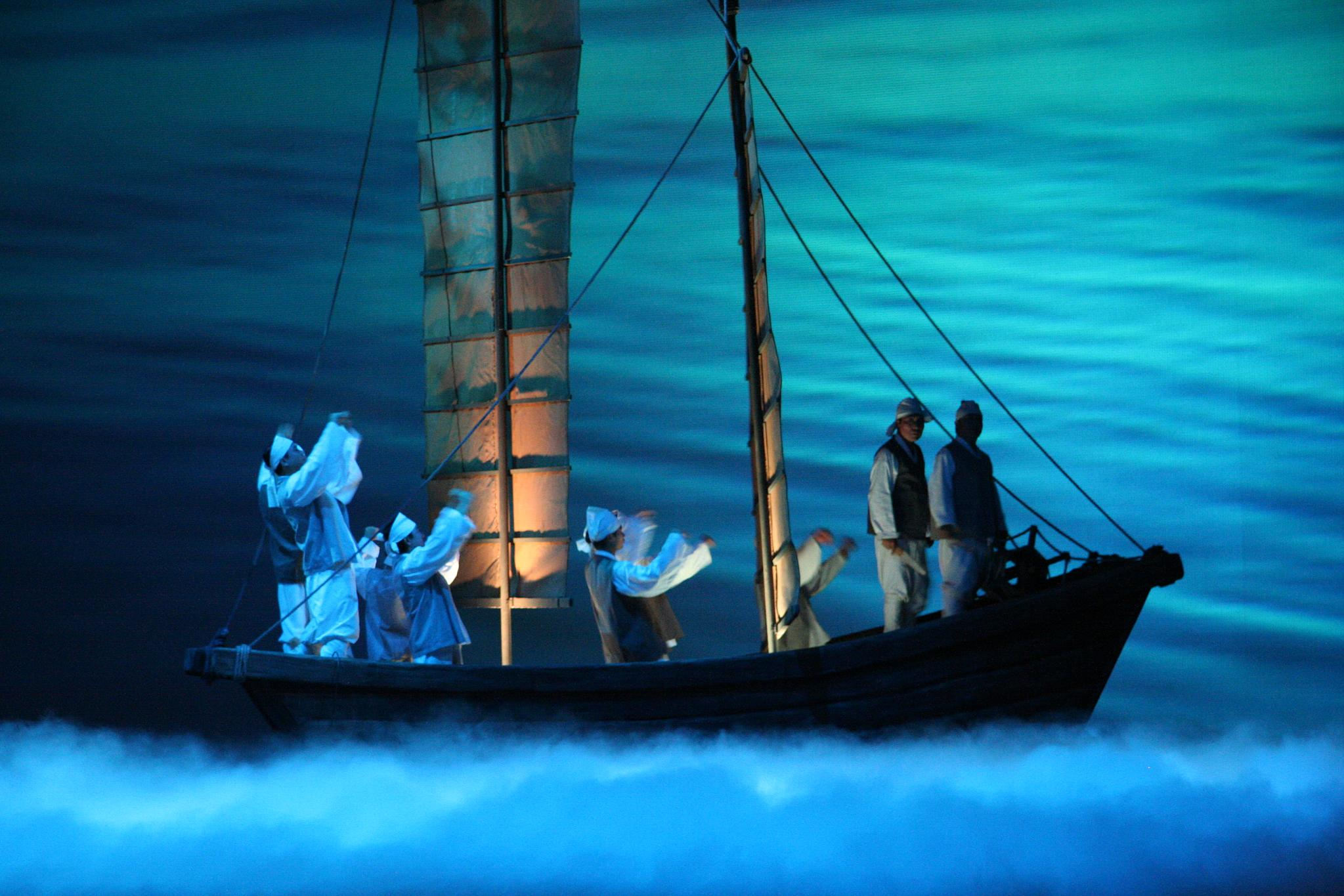